# Квасников Євген Іванович
Євген Іванович Квасников (нар.22 лютого 1906, Глухів — пом.18 вересня 1995, Київ) — радянський, узбецький і український мікробіолог, професор, працював в Київському технологічному інституті харчової промисловості (1932—1941 рр.), інституті ботаніки АН УзРСР (1945—1960 рр.), з 1960 — зав. відділом фізіології промислових мікроорганізмів інституту мікробіології і вірусології АН УРСР.

## Біографія
Народився 22 лютого 1906 року в місті Глухові (Глухівський повіт, Чернігівська губернія, Російська імперія).
У 1924 році вступив до Київського інституту народної освіти, який закінчив у 1929 році. З 1932 по 1941 рік працював у Київському технологічному інституті харчової промисловості.
У 1941 році у зв'язку з початком Німецько-радянської війни, був призваний до лав Червоної армії і відправлений на фронт, де пройшов всю війну. У 1945 році після демобілізації вирішив пов'язати своє життя з Узбецькою РСР, і переїхав туди, де з 1945 по 1960 рік працював в Інституті ботаніки. У 1960 році вирішив повернутися на батьківщину і в УРСР завідував відділом фізіології промислових мікроорганізмів Інституту мікробіології і вірусології і пропрацював аж до початку 1990-х років, потім пішов на пенсію.
Помер 18 вересня 1995 року в Києві.
Канд. технічних наук, доктор біологічних наук (1960), професор (1961), член-кореспондент НАНУ (1967). Заслужений діяч науки УРСР (1981). Державна премія УРСР у галузі науки і техніки (1989). Премія ім. Д. Заболотного АН УРСР (1979). Державна премія СРСР (1971). Від 1930 працював доцентом кафедри зоології Вінницького інституту соціального виховання; 1933–41 — доцент Київського технологічного інституту харчової промисловості. Під час 2-ї світової війни — завідувач відділу мікробіології Інституту ботаніки в Ташкенті; від 1945 — в Інституті мікробіології і вірусології НАНУ (Київ): 1960–88 — завідувач відділу фізіології промислових мікроорганізмів, від 1988 — радник при дирекції.

## Наукові інтереси
Основні наукові роботи присвячені загальній, промисловій та сільськогосподарській мікробіології. Вивчав групу молочнокислих бактерій, виявив низку особливостей їхньої фізіології й метаболізму; розробив антибіотик «Лактоцид», що пригнічує молочнокислі бактерії. Селекціонував кілька рас дріжджів і обґрунтував основи їхнього ефективного використання у харчовій промисловості. Описав закономірності синтезу білка, амінокислот, вітамінів та ліпідів, термотолерантність дріжджів і бактерій за умов безперервного культивування. Відкрив нові види мікроорганізмів.

## Нагороди та премії
- 1971 — Державна премія СРСР.
- Почесний член Всесоюзного мікробіологічного суспільства (з 1975).

## Членство в товариствах
- 1967—1991 — Член-кореспондент АН УРСР.
- 1975—1991 — Почесний член Всесоюзного мікробіологічного товариства.

## Наукова спадщина
- Чистая культура дрожжей на спиртовом заводе. К., 1934;
- Полезные микробы в питании человека. Ташкент, 1947;
- Биология молочнокислых бактерий. Ташкент, 1960;
- Молочнокислые бактерии и пути их использования. Москва, 1975;
- Каротинсинтезирующие дрожжи. К., 1980;
- Артробактер в природе и производстве. К., 1980;
- Нокардиоподобные и коринеподобные бактерии. К., 1985;
- Дрожжи. Биология. Пути их использования. К., 1991.